# 給付判決
給付判決（きゅうふはんけつ）とは、民事訴訟において、訴訟の対象となっている権利に基づき被告に対して一定の作為（行為を行うこと）又は不作為（行為を行わないこと）を命ずる判決である。

## 概要
例えば、原告が被告に対して原告所有の不動産を3000万円で売却したのに、被告が売買代金を支払わないと認定された場合には、「被告は原告に対して3000万円(の金員）を支払え」との判決が下される。
なお、上記の例では特約がない限り、被告は原告所有の不動産の引渡しを受けるまでは代金の支払いを拒むことができる（同時履行の抗弁権）が、被告が裁判上この抗弁権又は、留置権の抗弁を行使する旨の主張をした場合、引換給付判決（「被告は、別紙目録記載の不動産の引渡しを受けるのと引き換えに、原告に対して3000万円（の金員）を支払え」）が下される。この場合、給付の履行は、執行開始の要件である（民事執行法31条）。